# 丹黒香奈子
丹黑 香奈子（たんごく かなこ、1984年6月17日 - ）は、フリーアナウンサー。

## 概要・略歴
山口県宇部市出身。山口県立宇部高等学校卒業。津田塾大学学芸学部国際関係学科卒業後、全日本空輸にキャビンアテンダントとして入社するも転職し、アナウンサーを志す。
ケーブルテレビ徳島、四国放送、山口放送でアナウンサーとして活動した。
2019年4月から、徳島県徳島市に本社を置くフリーアナウンサーの事務所「アナウンスグループカインド」に所属し、フリーアナウンサーとして活動を開始した。

## 人物
- 身長170cm。
- 父は、徳島大学大学院前医学部長、名誉教授、徳島大学病院食道・乳腺甲状腺外科長であった丹黑章[5]。
- 幼少期をアメリカ合衆国で暮らす[6]。大学時代は、国際法を学びにドイツに短期留学した[6]。
- 好奇心旺盛とバイタリティーで何事にも前向きに笑顔で取り組む[6]。
- 料理は少し苦手[6]。ゴジカルスマイルクッキングのコーナー担当時に料理を勉強した[6]。
- 大切にしたいのは、「出会い」[6]。
- アナウンサーとして言いにくかった言葉は、「バナナなどの果物を棚などに乗せる。」[6]。
- 特技は、剣道（3段）[6]、スキューバダイビング、スノーボード（JSBAバッジテスト2級）、阿波踊り、英会話[7]。
- 2016年7月12日、KRY「海と日本PROJECT inやまぐち」推進大使に任命される[8][9]。

## 出演番組

### ケーブルテレビ徳島時代
- 大好き!阿波おどり
- すくすくあわBABY
- 新春特番紅白おめでたい合戦!!2011
- とくしまマラソン - 徳島県CATVネットワーク機構（主管・ケーブルテレビ徳島）共同制作（2012年4月22日）

### 四国放送時代
- ゴジカル!（2013年4月1日 - 2016年3月24日）
- 徳島新聞ニュース（不定期）
- とくしまマラソン（2014年4月20日）
- 四国放送テレビ開局55周年番組 濱口探検隊～おとろしや！秘境あわ妖怪伝説～（2014年12月14日）
- 秘密のケンミンSHOW辞令は突然に…（讀賣テレビ放送制作、2015年6月11日）
- 特別番組 戦後70年の阿波おどり～レジェンドたちに愛を込めて～（2015年8月14日、8月15日再放送）

### 山口放送時代

#### テレビ
- KRYさわやかモーニング - キャスター（2017年4月3日 - 2017年10月27日）
- 熱血テレビ (2017年10月30日 - 再登場) - リポーター、料理アシスタント
- KRYニュース

#### ラジオ
- 丹黑香奈子のGOKUナビ!（土曜 15：30 - 16：00）- パーソナリティ
- お昼はZENKAI ラヂオな時間 (月曜)
- KRYニュース